# کوسلان
کوسلان (به تامیلی: Kuselan) فیلمی محصول سال ۲۰۰۸ و به کارگردانی پی. واسو است. در این فیلم بازیگرانی همچون پاسوپاتی، مینا و سانتانام ایفای نقش کرده‌اند.